# Епархия Чипаты

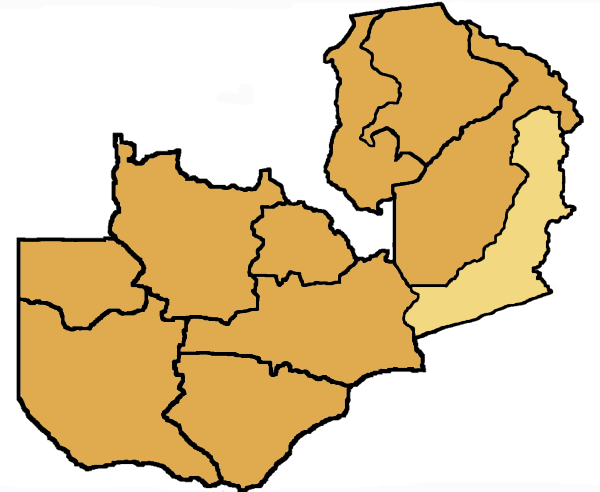
Карта епархии Чипаты

Епархия Чипаты (лат. Dioecesis Chipatensis) — епархия Римско-католической церкви с центром в городе Чипата, Замбия. Епархия Чипаты входит в митрополию Лусаки. Кафедральным собором епархии Чипаты является церковь святой Анны.

## История
1 июля 1937 года Римский папа Пий XI издал буллу «Quo in Rhodesiae», которой учредил апостольскую префектуру Форт-Джеймсона, выделив её из апостольского викариата Ньясы (сегодня — архиепархия Лилонгве) и апостольского викариата Лвангвы (сегодня — епархия Мпики).
7 мая 1953 года Римский папа Пий XII издал буллу «Qui ad supremum», которой преобразовал апостольскую префектуру Форт-Джеймсона в апостольский викариат.
25 апреля 1959 года Римский папа Иоанн XXIII издал буллу «Cum christiana fides», которой преобразовал апостольский викариат Форт-Джеймсона в епархию.
15 апреля 1968 года епархия Форт-Джеймсона была переименована в епархию Чипаты.
В 1980 году в Чипате была открыта епархиальная семинария.

## Ординарии епархии
- епископ Fernand Martin, M.Afr.[1] (17.12.1937 — 1946);
- епископ Firmin Courtemanche M.Afr. (7.03.1947 — 11.11.1970);
- епископ Медардо Джозеф Мазомбве (11.11.1970 — 30.11.1996), назначен архиепископом Лусаки;
- епископ George Cosmas Zumaire Lungu (23.12.2002 — по настоящее время).

## Источник
- Annuario Pontificio, Libreria Editrice Vaticana, Città del Vaticano, 2003, ISBN 88-209-7422-3
- Булла Quo in Rhodesiae, AAS 30 (1938), стр. 54  (лат.)
- Булла Qui ad supremum, AAS 45 (1953), стр. 771  (лат.)
- Булла Cum christiana fides  (лат.)